# 4374 Tadamori
4374 Tadamori este un asteroid din centura principală, descoperit pe 31 ianuarie 1987 de Kenzō Suzuki și Takeshi Urata.